# Nieuwe Sint-Agathakerk (Sint-Agatha-Berchem)
De Sint-Agathakerk (Frans: Église Sainte-Agathe) is de parochiekerk van Sint-Agatha-Berchem, gelegen aan Kerkstraat 30.
Het betreft een in natuursteen opgetrokken, neoromaanse kruisbasiliek zonder toren. De kerk is van 1938, maar pas in 1982 was de voorgevel voltooid.
De kerk bezit een aantal kunstwerken die afkomstig zijn uit de Oude Sint-Agathakerk. Het gaat daarbij om een viertal portretten, die aan Gaspar de Crayer worden toegeschreven. Een schilderij dat de ontmoeting tussen Christus en Johannes de Doper voorstelt, wordt beschouwd als het werk van Antoon van Dyck.